# ريتشارد فوغن (مدرب رياضي)
ريتشارد فوغن (بالإنجليزية: Richard Vaughan)‏ هو مدرب رياضي أمريكي، (ولد في ويسكونسن في الولايات المتحدة 1906  م).